# 中国数字植物标本馆
中国数字植物标本馆（英語：Chinese Virtual Herbarium，简称CVH）是一个中国植物标本及相关植物学信息的网站，由中华人民共和国科学技术部“国家科技基础条件平台”项目资助。中国科学院植物研究所主持，参与建设单位（共建单位/成员单位）达20余家。
网站于2006年初开通，目前包含数据库20余个：
- 标本信息数据库
- 《中国植物志》数据库
- 植物彩色照片数据库
- 《中国高等植物图鉴》数据库
- 地方植物志数据库
- “三种主要志书属名数据库”
- 植物名称及分布数据库
- 模式标本名录及其原始文献数据库
- 植物名称作者（命名人）数据库
- 中国植物分类学文献要览（1949-1990）数据库
- 标本采集地新旧地名对照数据库
- 中国植物标本馆数据库
- 植物鉴定指南性资料
  - 电子检索表
  - 科属词典数据库
  - “植物鉴定和描述形态术语图解”数据库
- “国家重点保护野生植物名录（第一、二批）”数据库
- 苔藓植物分馆和蕨类植物分馆
- 科普分馆